# 李青草
李青草（1982年12月11日—）是越南流行女演員。